# Огушки рејон
Огушки рејон (азер. Oğuz rayonu), једна је од 78 административно-територијалних јединица Азербејџана. Налази се у северном делу земље. Административни центар рејона се налази у граду Огузу.
Огушки рејон обухвата површину од 1.220 km² и има 40.900 становника (подаци из 2011). 
Административно, рејон се даље дели у 31 мању општину.